# Richard Friedman
Pour les articles homonymes, voir Friedman.
Richard Elliott Friedman, né le 5 mai 1946 à Rochester dans l'État de New York, est un bibliste américain. Titulaire d'un doctorat d'Harvard et professeur d'hébreu à l'université de Californie à San Diego, il enseigne à Oxford et Cambridge. Il fut l'élève de Frank Moore Cross.

## Travaux
Il s'est fait connaître tout particulièrement pour une description de l'hypothèse documentaire dans son essai Qui a écrit la Bible ? Son travail est loué par Finkelstein et Silberman dans la Bible dévoilée , pour qui, les répétitions que l'on trouve a satiété dans le corpus de la Bible, sont « bien expliquées par le savant américain ».

## Origine du document sacerdotal (source P)
La thèse de Richard Friedman  est que le document sacerdotal a été rédigé à l’époque règne d'Ézéchias, roi de Juda de 716 à 687 av. J.-C, par des membres du clergé descendant d’Aaron, responsables du temple de Jérusalem à cette époque.
Il s'appuie en particulier sur l'importance qui y est réservée aux descendants d’Aaron, auxquels le document attribue la responsabilité des fonctions religieuses au détriment des autres lévites. Il considère également que ce document légitime le rôle central joué par ces prêtres à l'époque des réformes centralisatrice du roi Ézéchias en présentant une société où le culte est centralisé autour d’un lieu unique : le tabernacle.
Friedman conclut donc que ce document reflète parfaitement les intérêts de ces prêtres du temple Jérusalem à cet instant de l'histoire Israélite.